# خانه‌های فرهنگی در فرانسه

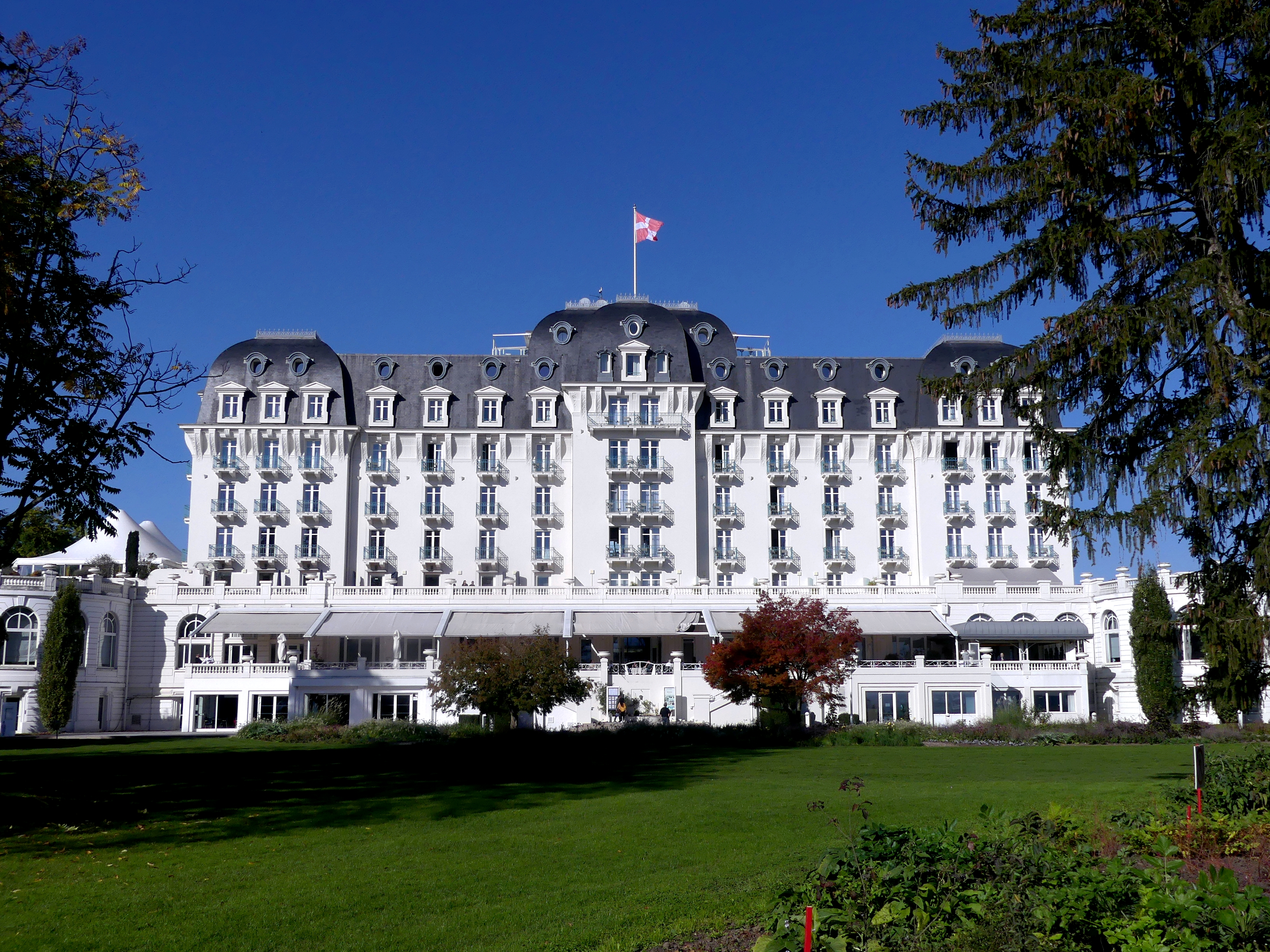
از نمونه خانه‌های فرهنگی در فرانسه

در فرانسه، خانه‌های فرهنگی، مؤسسات فرهنگی هستند که در سال ۱۹۶۱ به ابتکار آندره مالرو، وزیر امور فرهنگی آن زمان ایجاد شده‌است.

## تاریخ
در فرانسه است که مفهوم خانهٔ فرهنگی برای اولین بار توسعه می‌یابد. اما کبک(Québec) و بلژیک نمونه‌هایی از این دست را نیز ارائه می‌دهند.
نخستین خانه فرهنگ در فرانسه به ابتکار Paul Vaillant-Couturier در سال ۱۹۳۵ در پاریس، به عنوان کرسی انجمن نویسندگان و هنرمندان انقلابی، با لوئیز آراگون به عنوان دبیرکل تأسیس شد. آن زمان، این مؤسسه بخشی از «انجمن خانه‌های فرهنگ» جبههٔ مردمی بود. هدف این بود که هنر را در دسترس مردم، در کل کشور و به تمام اشکال آن قرار داد (برای مثال سینما، با "سینما-لیبرته"). در سال ۱۹۳۷، آلبرت کامو، خانه فرهنگ در الجزایر را اداره می‌کرد. این اصطلاح همچنین بر سر زبان آندره مالرو و گاتان پیکون، فعالان اتحادیهٔ روشنفکران علیه فاشیسم ظاهر می‌شود.

### اقدام تایین کننده آندره مالرو
آندره مالرو در سال ۱۹۵۹ به عنوان وزیر امور فرهنگی منصوب شد، مالرو این مفهوم را مجدداً بر سر زبان‌ها انداخت و آن را در جشنوارهٔ کن ۱۹۵۹ از طریق باشگاه‌های فیلم که قرار بود در آنجا برگزار شود، برانگیخت. ۱۷ نوامبر سال بعد، وی به نمایندگان اعلام کرد که باید یک خانه فرهنگ در هر استان قبل از سه سال ایجاد شود تا «هر کودک شانزده ساله، هرچقدر هم که فقیر باشد، بتواند تماس واقعی با میراث ملی خود و شکوه روح بشریت برقرار کند».
در ماه مارس سال ۱۹۶۱، کمیسیون امکانات فرهنگی و میراث هنری اقدام تأسیس بیست خانهٔ فرهنگ در چهار سال را مصوب کرد. در نتیجه، مالرو آن را به عنوان سنگ بنای سیاست خود، قرار داد تا هدف «در دسترس قرار دادن آثار برجسته بشریت را برای بیشترین تعداد فرانسویان مهیا کند»، که در فرمان ایجاد وزارت امور فرهنگی ذکر شده است.
در مواجهه با یک وزارت‌خانهٔ در حال ظهور و بودجهٔ کم، باید به سرعت با بازکردن اولین خانه‌های فرهنگی، مشروعیت اقدامات فرهنگی را اثبات کرد. محل استقرار در دسامبر سال ۱۹۵۹ به امیل بیازینی، مدیر تئاتر، موسیقی و اقدامات فرهنگی واگذار شد. از پروژه‌هایی که در حال انجام بودند، استفاده شد و آن‌ها در پروژهٔ جدید قرار گرفتند؛ هر چند به قیمت اماکن نامناسب و یک کل ناهماهنگ. همچنین با تکیه بر ساختمان‌هایی که از قبل موجود بودند، به ویژه تئاترهای متولدشده از تمرکززدایی، به دلیل نزدیکی نقش و موقعیت خوب آن‌ها. اما راجر پلانچون در لیون و هوبرت گینوکس در استراسبورگ این پیشنهاد را رد کردند و تمرکز خود را روی تئاتر قرار دادند.

### خانه‌های فرهنگ
- لو هاور (۱۹۶۱): نخستین خانه فرهنگ، به سرپرستی رینولد آرنولد در سال ۱۹۶۱، در لو هاور، افتتاح شد.
- بورژ (۱۹۶۳)، مرکز همایش که در سال ۱۹۳۹ ناتمام مانده بود، مورد بازسازی قرار گرفت و به خانه فرهنگ برای Bourges تبدیل شد و میزبان کمدی Bourges توسط گابریل مونه شد.
- آمیان (۱۹۶۶): خانه فرهنگ آمیان در سال ۱۹۶۶ توسط آندره مالرو افتتاح شد.
- گرنوبل (۱۹۶۸): خانه فرهنگ (اکنون (MC2) توسط آندره مالرو افتتاح شد.
- رنس (۱۹۶۸): خانه فرهنگ
- رن (۱۹۶۸): خانه فرهنگ رن.
- سن-اتین (۱۹۶۸): این ساختمان در سپتامبر ۱۹۶۸ افتتاح شد، معماران آن Seignol , Ferraz و Gouyon هستند. این خانه در سال ۱۹۸۳ به خانه فرهنگ و ارتباطات تبدیل شد. در سال ۱۹۹۴ به Esplanade تغییر نام داد
- نِوِر (۱۹۶۹): خانه فرهنگ Nevers.
- شلون-سور-سون ا (۱۹۷۱): خانه فرهنگ (معمار دانیل پیت)، اکنون مرکز هنرها.
- پاپیته (۱۹۷۱): خانه جوانان و خانه فرهنگ تأسیس شد[۵]
- آنژه (۱۹۷۷): خانه فرهنگ آنجرز.
- بوبینی (۱۹۸۰): خانه فرهنگ Seine-Saint-Denis MC93 Bobigny.
- مونترآل (۱۹۸۱): خانه فرهنگ ولسوالی هوچلاگا-میسونووه.
- شامبری (۱۹۸۳): فضای مالرو.
- کلرمون-فران (۱۹۷۹): خانه فرهنگ کلرمان-فرند

اما در ده سال، تنها هفت مورد واقعاً افتتاح شده‌اند.

## مفهوم خانهٔ فرهنگ
مفهوم خانهٔ فرهنگ، بخشی از تعهد به سیاست تمرکززدایی فرهنگی است که بخشی از آن تحت جبههٔ مردمی و جمهوری چهارم و آغاز شده بود. مفهوم این است که در سراسر فرانسه زیرساخت‌هایی برای پخش در نظر گرفته شود، و نه تنها در پاریس، فرهنگ والا، برای گسترده‌ترین طیف از مخاطبان ایجاد شود.
این تعریف به پیر ماینوت واگذار شده‌است که در مارس ۱۹۶۱، در چارچوب برنامهٔ ۵ ساله فرهنگ، یک مکان ملاقات چند رشته‌ای بین انسان و هنر را چنین توصیف می‌کند که یک آشنایی، یک شوک، یک اشتیاق، راه دیگری برای همه که شرایط خود را در نظر بگیرند. مهم است که همه بتوانند ثروت خود را در آنجا بسنجند، و خود را تأمل کنند. او ایده «برخورد صمیمی» را از طریق رویارویی مستقیم با اثر، بدون «گرفتگی و فقر توضیحات ساده شده»، بیرون از واسطه گری هنری.
بر خلاف سایر سازه‌هایی که قبلاً طراحی شده بودند، مراکز فرهنگی تخصصی نیستند بلکه باید میزبان اجراهای متنوعی همچون تئاتر، باله‌ها یا نمایشگاه‌های هنری باشند. وفادار به تصور مالرو، آنها هرگونه میانجیگری فرهنگی را رد می‌کنند و از رویارویی مستقیم با آثار حمایت می‌کنند.
این پروژه به شدت مورد انتقاد قرار گرفت. سازه‌ها بدون بحث و گفتگوهای واقعی با جوامع محلی ایجاد شدند، در صورتی که باید نیمی از تجهیزات را تأمین کند؛ بنابراین، خانه فرهنگ در لو هاور در موزه ای باز می‌شود، یعنی کاون در یک تئاتر، خانه‌های بورژ و تونون در مراکز همایش، و " تئاتر د لوئیز پارسیس " در یک سینما.
در نتیجه، سه شهر از اعترازات سال ۱۹۶۸ برای بازپسگیری مجدد مراکز فرهنگی، در کان، فیرمینی و تونون استفاده کردند.
علاوه بر این ، انتقاداتی در رابطه با خانه‌های فرهنگ، و همچنین بر کل سیاست مالرو وارد شد، چرا که برداشتی اشراف گرایانه از هنر بود؛ بنابراین، فراخوان Villeurbanne مدیران مراکز فرهنگی و تئاترهای عمومی را گردهم آورد، و از یک تئاتر متعهد و با یک سیاست واقعی میانجیگری حمایت کردند.

## میراث

### فرانسه
در سال ۱۹۹۱، خانه‌های فرهنگی با مراکز نمایش فرهنگی و مراکز توسعه فرهنگی با نام صحنه ملی، توسط <a href="https://fr.wikipedia.org/wiki/Bernard_Faivre_d%27Arcier%22 rel="mw:ExtLink" title="Bernard Faivre d'Arcier" class="cx-link" data-linkid="111">Bernard Faivre</a>، ادغام شدند، و بدین ترتیب ادعاهای چند رشته‌ای، تمرکززدایی و اقدام محلی بنابراین، با ماندگاری این تمایل به تطبیق فرهنگی و با بازشدن ساختارهای "تخصصی" به سایر هنرها، آگوستین جیرارد تأیید می‌کند که خانه فرهنگ، که مدت‌ها به عنوان یک شکست در نظر گرفته می‌شد، در نهایت یک موفقیت است، و مفهوم خانه‌های فرهنگ فراتر از مکانهای ساخته شده اولیه قرار می‌گیرد.
دخالت مقامات محلی همچنین باعث شد تا مقامات محلی از اهمیت یک سیاست فرهنگی محلی آگاه شوند و شروعی به شهرداری شدن فرهنگ و تمرکز زدایی در دهه ۱۹۷۰ باشد.
امروزه تنها معدود موسسات عنوان خانه فرهنگ را حفظ کرده‌اند، از جمله Amiens، Bourges، Bobigny (MC93)، Grenoble (MC2)، Le Havreا (Le Volcan) یا Créteil (خانه فرهنگ و هنر).

### کانادا
در مونترال (کانادا)، از دهه ۸۰ میلادی شبکه بزرگی از مراکز فرهنگی مستقر شده‌اند که مستقیماً از الگوی فرانسوی الهام گرفته شده‌اند.
از سال ۲۰۰۷، این شبکه، دسترسی به فرهنگ(Accès culture) نامیده می‌شود. این شرکت دارای ۲۲ ارائه دهنده چند رشته‌ای و یک متخصص در ۱۹ منطقه شهری شهر مونترال است.

### بلژیک
در بلژیک، پیش از این در سال ۱۸۸۰، پیشگامان در بروکسل، کاخ هنرهای زیبا را افتتاح کردند که برنامه آن نقاشی، مجسمه‌سازی، موسیقی، کنفرانس‌ها (اولین کنفرانس‌ها از دهه ۱۸۵۰ در بروکسل ظاهر شد. تبعیدگران سیاسی فرانسه فرمول دوره‌های دانشگاه‌های عمومی را برای عموم مردم اعمال می‌کردند) را متحد می‌کرد. اما در سال ۱۹۲۹ با پیش‌بینی برنامه مراکز فرهنگی، کاخ هنرهای زیبا در بروکسل ظاهر شد. افتتاح در مرکز شهر، در قلب محله ای که موزه‌های بزرگ و کاخ آکادمی‌ها را در خود جای می‌داد، بین سالهای ۱۹۲۵ و ۱۹۳۰، به سبک Art Deco، کاخ‌های هنری با جسارت در آن زمان توسط گروهی از طرفداران با حمایت شهردار آدولف مکس طراحی شد. هدف این بود که فعالیتهایی برای گردهمایی هنرهای تجسمی، معماری، ادبیات، تئاتر، موسیقی، رقص و سینما در ساختمان ویژه ای که توسط معمار ویکتور هورتا طراحی شده‌است ،سبک مدرن تأمین شود. هر ساله معتبرترین مسابقه موسیقی جهان در آنجا برگزار می‌شود، مسابقه ملکه الیزابت بلژیک در یک سالن با ۲۲۰۰ صندلی، و همچنین نمایشگاه‌های مهم موضوعی اروپا و سایر رویدادها مانند نقاشی و. مجسمه‌سازی انجام شود این کاخ همچنین دارای یک تئاتر و سینمایی است که در سال ۱۹۶۱ در فیلم سینمایی سلطنتی بلژیک گنجانیده شده‌است. دو اتاق زیرزمینی جدید اضافه شده‌است (در زیر جاده). از طرف دیگر در بروکسل کمون Uccle، مرکز فرهنگی Uccle در سال ۱۹۵۸ افتتاح شد. در میان نوزده شهرداری بروکسل-پایتخت، دیگران نیز دارای مرکز فرهنگی خاص خود هستند، مانند شهرداری اوکلله و شهرداری ولوو -سنت لمبرت با ولوبلیس. در استانها، از جمله دیگر ابتکارات شهرداری، Palais des beaux-Arts de Charleroi و، در نامور، Maison de la Culture در سال ۱۹۶۴ افتتاح شد (ساخت و ساز در ۱۹۵۸ آغاز شد).
فدرال سازی بلژیک که منجر به ساخت رسانه‌های متنوع میان گویندگان فرانسوی، هلندی و آلمانی، شبکه‌های فرانسوی، فلماند و زبان آلمانی شد و هر یک از آنها جداگانه توسعه پیدا کردند. اما آنها برای استقبال از دیدگاه هنرمندان با تمام خاستگاه‌ها، چه بلژیکی و چه بین‌المللی باز هستند.